# Heterorachis diaphana
Heterorachis diaphana är en fjärilsart som beskrevs av W. Warren 1899. Heterorachis diaphana ingår i släktet Heterorachis och familjen mätare. Inga underarter finns listade i Catalogue of Life.